# Sportverein Viktoria 01 Aschaffenburg 1985-1986
Questa voce raccoglie le informazioni riguardanti lo Sportverein Viktoria 01 Aschaffenburg nelle competizioni ufficiali della stagione 1985-1986.

## Stagione
Nella stagione 1985-1986 il Viktoria Aschaffenburg, allenato da Kurt Geinzer e Horst Heese, concluse il campionato di 2. Bundesliga al 13º posto.

## Rosa
| N. |                     | Ruolo | Calciatore         |
| -- | ------------------- | ----- | ------------------ |
|    | Germania (bandiera) | P     | Kurt Kowarz        |
|    | Germania (bandiera) | D     | Jürgen Brauburger  |
|    | Germania (bandiera) | D     | Rudi Elbert        |
|    | Germania (bandiera) | D     | Uwe Kramer         |
|    | Germania (bandiera) | D     | Peter Löhr         |
|    | Germania (bandiera) | D     | Reinhold Runge     |
|    | Gambia (bandiera)   | D     | Alagi Sarr         |
|    | Gambia (bandiera)   | D     | Alagie Sarr        |
|    | Germania (bandiera) | D     | Karl-Heinz Schmitt |
|    | Germania (bandiera) | C     | Manfred Allig      |

| N. |                                 | Ruolo | Calciatore        |
| -- | ------------------------------- | ----- | ----------------- |
|    | Germania (bandiera)             | C     | Ingo Aulbach      |
|    | Bosnia ed Erzegovina (bandiera) | C     | Radomir Dubovina  |
|    | Germania (bandiera)             | C     | Markus Grabiger   |
|    | Germania (bandiera)             | C     | Hans-Peter Knecht |
|    | Germania (bandiera)             | C     | Dietmar Rompel    |
|    | Croazia (bandiera)              | C     | Nenad Šalov       |
|    | Germania (bandiera)             | A     | Dieter Lindenau   |
|    | Germania (bandiera)             | A     | Markus Schäfer    |
|    | Polonia (bandiera)              | A     | Cezary Tobollik   |
|    | Germania (bandiera)             | A     | Michael Traband   |

## Organigramma societario
Area tecnica
- Allenatore: Horst Heese
- Allenatore in seconda:
- Preparatore dei portieri:
- Preparatori atletici:

## Calciomercato

### Sessione estiva
| Acquisti | Acquisti         | Acquisti              | Acquisti |
| R.       | Nome             | da                    | Modalità |
| -------- | ---------------- | --------------------- | -------- |
| C        | Radomir Dubovina | Magonza               |          |
| P        | Kurt Kowarz      | VfR Bürstadt          |          |
| D        | Peter Löhr       | Fortuna Düsseldorf    |          |
| C        | Nenad Šalov      | Hajduk Spalato        |          |
| D        | Alagie Sarr      | Ports Authority FC    |          |
| A        | Cezary Tobollik  | Eintracht Francoforte |          |

| Cessioni | Cessioni | Cessioni | Cessioni |
| R.       | Nome     | a        | Modalità |
| -------- | -------- | -------- | -------- |

### Sessione invernale
| Acquisti | Acquisti | Acquisti | Acquisti |
| R.       | Nome     | da       | Modalità |
| -------- | -------- | -------- | -------- |

| Cessioni | Cessioni | Cessioni | Cessioni |
| R.       | Nome     | a        | Modalità |
| -------- | -------- | -------- | -------- |

## Risultati

### 2. Bundesliga

#### Girone di andata
| Arbitro: | Bodmer |

|  |           |                 |
|  | Marcatori | 58’ Burgsmüller |

| Arbitro: | Assenmacher |

|                           |           |  |
| Plagge 50’, 54’, 88’, 89’ | Marcatori |  |

| Arbitro: | Pauly |

|                                      |           |             |
| Schäfer 7’ Dubovina 33’ Tobollik 60’ | Marcatori | 58’ Freiler |

| Arbitro: | Theobald |

|          |           |  |
| Kohn 55’ | Marcatori |  |

| Arbitro: | Mierswa |

|              |           |                               |
| Tobollik 31’ | Marcatori | 3’ Helmes 34’, 45’ Kurtenbach |

| Arbitro: | Amerell |

|                                                 |           |                   |
| Aguilar 20’ Scott 48’ Kahlhofen 64’ Hecking 67’ | Marcatori | 44’ (rig.) Knecht |

| Arbitro: | Ermer |

|                              |           |              |
| Knecht 51’, 63’ Lindenau 88’ | Marcatori | 59’ Fotiadis |

| Arbitro: | Retzmann |

|             |           |                                |
| Mattern 26’ | Marcatori | 59’ (rig.) Knecht 77’ Lindenau |

| Arbitro: | Steinborn |

|                                         |           |         |
| Lindenau 5’ Brauburger 34’ Dubovina 55’ | Marcatori | 17’ Eck |

| Arbitro: | Eli |

|                                                     |           |                  |
| Künast 27’, 46’ Günther 80’ (rig.) Runge 86’ (aut.) | Marcatori | 9’, 65’ Tobollik |

| Arbitro: | Kasperowski |

|                                              |           |           |
| Rompel 12’ Aulbach 44’ Tobollik 46’ Löhr 76’ | Marcatori | 45’ Drews |

| Arbitro: | Müller |

|          |           |  |
| Kuhl 80’ | Marcatori |  |

| Arbitro: | Strigel |

|                                    |           |                  |
| Saborowski 42’ (aut.) Dubovina 48’ | Marcatori | 72’ Hammerschlag |

| Arbitro: | Steffens |

|                                     |           |                        |
| Linz 20’, 56’ (rig.) Holze 42’, 81’ | Marcatori | 13’ Tobollik 35’ Šalov |

| Arbitro: | Kasperowski |

|                                |           |           |
| Ruof 45’ Brandts 47’ Gries 60’ | Marcatori | 44’ Šalov |

| Arbitro: | Probst |

|                        |           |  |
| Tobollik 43’ Šalov 88’ | Marcatori |  |

| Arbitro: | Barnick |

|                  |           |              |
| Glöde 33’ (rig.) | Marcatori | 53’ Dubovina |

| Arbitro: | Neuner |

|                                               |           |  |
| Dubovina 78’ Lindenau 80’ Tobollik 87’ (rig.) | Marcatori |  |

| Arbitro: | Krug |

|                 |           |             |
| Merkle 39’, 59’ | Marcatori | 83’ Traband |

#### Girone di ritorno
| Arbitro: | Retzmann |

|                |           |                     |
| Krstičević 71’ | Marcatori | 42’ (rig.) Tobollik |

| Arbitro: | Dellwing |

|                         |           |           |
| Tobollik 64’ Knecht 75’ | Marcatori | 3’ Plagge |

| Arbitro: | Puchalski |

|                                             |           |                           |
| Freiler 29’ Fuchs 43’ Müller 49’ Dooley 83’ | Marcatori | 31’ Dubovina 75’ Lindenau |

| Arbitro: | Bodmer |

|              |           |            |
| Tobollik 33’ | Marcatori | 41’ Helmer |

| Arbitro: | Broska |

|                     |           |  |
| Kropp 38’ Orkas 79’ | Marcatori |  |

| Arbitro: | Wittke |

|              |           |  |
| Tobollik 23’ | Marcatori |  |

| Arbitro: | Ahlenfelder |

|                                  |           |              |
| Fraßmann 29’ (rig.) Dietrich 59’ | Marcatori | 89’ Lindenau |

| Arbitro: | Müller |

|                          |           |                                  |
| Tobollik 82’, 86’ (rig.) | Marcatori | 6’ Mattern 16’ Bunk 40’ Hellmann |

| Arbitro: | Bruch |

|                    |           |                             |
| Schneider 73’, 77’ | Marcatori | 18’ Dubovina 41’ Brauburger |

| Arbitro: | Reinstädtler |

|  |           |                      |
|  | Marcatori | 46’ Trapp 62’ Dittus |

| Arbitro: | Kasperowski |

|            |           |  |
| Kunkel 28’ | Marcatori |  |

| Arbitro: | Steffens |

|                           |           |  |
| Dubovina 42’ Tobollik 69’ | Marcatori |  |

| Arbitro: | Reinstädtler |

|  |           |            |
|  | Marcatori | 88’ Knecht |

| Arbitro: | Strigel |

|  |           |                         |
|  | Marcatori | 58’, 88’ Grau 61’ Holze |

| Arbitro: | Gangkofer |

|                                                       |           |  |
| Dubovina 16’, 45’ Tobollik 20’, 85’ (rig.) Knecht 65’ | Marcatori |  |

| Arbitro: | Probst |

|  |           |                                       |
|  | Marcatori | 42’ Brauburger 59’ Šalov 90’ Lindenau |

| Arbitro: | Schäfer |

|  |           |             |
|  | Marcatori | 78’ Fistler |

| Arbitro: | Mierswa |

|           |           |                        |
| Römer 19’ | Marcatori | 41’ Runge 90’ Tobollik |

| Arbitro: | Kasperowski |

|            |           |             |
| Rompel 19’ | Marcatori | 57’ Vollmer |

## Statistiche

### Statistiche di squadra
| Competizione  | Punti | In casa | In casa | In casa | In casa | In casa | In casa | In trasferta | In trasferta | In trasferta | In trasferta | In trasferta | In trasferta | Totale | Totale | Totale | Totale | Totale | Totale | DR |
| Competizione  | Punti | G       | V       | N       | P       | Gf      | Gs      | G            | V            | N            | P            | Gf           | Gs           | G      | V      | N      | P      | Gf     | Gs     | DR |
| ------------- | ----- | ------- | ------- | ------- | ------- | ------- | ------- | ------------ | ------------ | ------------ | ------------ | ------------ | ------------ | ------ | ------ | ------ | ------ | ------ | ------ | -- |
| 2. Bundesliga | 35    | 19      | 11      | 2       | 6       | 35      | 21      | 19           | 4            | 3            | 12           | 22           | 38           | 38     | 15     | 5      | 18     | 57     | 59     | -2 |
| Totale        | 35    | 19      | 11      | 2       | 6       | 35      | 21      | 19           | 4            | 3            | 12           | 22           | 38           | 38     | 15     | 5      | 18     | 57     | 59     | -2 |

### Andamento in campionato
| Giornata  | 1  | 2  | 3  | 4  | 5  | 6  | 7  | 8  | 9  | 10 | 11 | 12 | 13 | 14 | 15 | 16 | 17 | 18 | 19 | 20 | 21 | 22 | 23 | 24 | 25 | 26 | 27 | 28 | 29 | 30 | 31 | 32 | 33 | 34 | 35 | 36 | 37 | 38 |
| --------- | -- | -- | -- | -- | -- | -- | -- | -- | -- | -- | -- | -- | -- | -- | -- | -- | -- | -- | -- | -- | -- | -- | -- | -- | -- | -- | -- | -- | -- | -- | -- | -- | -- | -- | -- | -- | -- | -- |
| Luogo     | C  | T  | C  | T  | C  | T  | C  | T  | C  | T  | C  | T  | C  | T  | T  | C  | T  | C  | T  | T  | C  | T  | C  | T  | C  | T  | C  | T  | C  | T  | C  | T  | C  | C  | T  | C  | T  | C  |
| Risultato | P  | P  | V  | P  | P  | P  | V  | V  | V  | P  | V  | P  | V  | P  | P  | V  | N  | V  | P  | N  | V  | P  | N  | P  | V  | P  | P  | N  | P  | P  | V  | V  | P  | V  | V  | P  | V  | N  |
| Posizione | 16 | 20 | 15 | 15 | 18 | 20 | 19 | 16 | 14 | 18 | 14 | 15 | 12 | 15 | 16 | 14 | 14 | 12 | 14 | 14 | 12 | 14 | 14 | 15 | 13 | 14 | 14 | 15 | 15 | 16 | 15 | 15 | 16 | 15 | 15 | 15 | 14 | 13 |

Legenda:

Luogo: C = Casa; T = Trasferta. Risultato: V = Vittoria; N = Pareggio; P = Sconfitta.

### Statistiche dei giocatori
| M. Allig      | 9  | 0  | 1 | 0 |
| I. Aulbach    | 37 | 1  | 4 | 0 |
| J. Brauburger | 37 | 3  | 5 | 0 |
| R. Dubovina   | 36 | 10 | 5 | 0 |
| R. Elbert     | 5  | 0  | 0 | 0 |
| M. Grabiger   | 1  | 0  | 0 | 0 |
| H. Knecht     | 30 | 7  | 1 | 0 |
| K. Kowarz     | 38 | 0  | 0 | 0 |
| U. Kramer     | 36 | 0  | 8 | 0 |
| D. Lindenau   | 26 | 7  | 0 | 0 |
| P. Löhr       | 30 | 1  | 6 | 1 |
| D. Rompel     | 33 | 2  | 2 | 0 |
| R. Runge      | 22 | 1  | 4 | 0 |
| A. Sarr       | 1  | 0  | 0 | 0 |
| A. Sarr       | 0  | 0  | 0 | 0 |
| K. Schmitt    | 29 | 0  | 5 | 0 |
| M. Schäfer    | 28 | 1  | 1 | 0 |
| C. Tobollik   | 37 | 18 | 6 | 0 |
| M. Traband    | 15 | 1  | 2 | 0 |
| N. Šalov      | 25 | 4  | 3 | 0 |